# Фолквине
Във фантастичната Средна земя на фентъзи-писателя Джон Роналд Руел Толкин Фолквине (на английски: Folcwine) е четиринадесетия по ред крал на Рохан.
Фолквине е единствения син на Фолка Ловеца и става крал на Рохан, след като неговия баща бива убит по време на лов през 2864 г. от Третата епоха на Средната земя. Фолквине напълно възстановява западната граница на Рохан между реките Адорн и Исен.
Той има четири деца – трима сина и една дъщеря. Неговите синови-близнаци Фолкред и Фастред биват убити в битка за защитата на Гондор.
Фолквине умира след около 39-годишно управление и е наследен от единствения си останал жив син – Фенгел през 2903 г. Т.Е.